# Бузинівщина
Бузині́вщина —  село в Україні, у Решетилівській міській громаді Полтавського району Полтавської області. Населення становить 25 осіб. До 2020 орган місцевого самоврядування — Лиманська Перша сільська рада.

## Географія
Село Бузинівщина знаходиться на відстані 0,5 км від села Тури, за 1 км від села Лиман Перший, за 2 - село Потічок. Селом протікає пересихаючий струмок з загатою.

## Історія
12 червня 2020 року, відповідно до розпорядження Кабінету Міністрів України № 721-р «Про визначення адміністративних центрів та затвердження територій територіальних громад Полтавської області», село увійшло до складу Решетилівської міської громади.
19 липня 2020 року, в результаті адміністративно - територіальної реформи та ліквідації Решетилівського району, село увійшло до складу новоутвореного Полтавського району Полтавської області.